# Akysis heterurus
Akysis heterurus är en fiskart som beskrevs av Ng, 1996. Akysis heterurus ingår i släktet Akysis och familjen Akysidae. Inga underarter finns listade i Catalogue of Life.